# تبدیل توان الکتریکی
در مهندسی برق و مهندسی قدرت به تبدیل انرژی الکتریکی از نوعی به نوع دیگر را تبدیل توان الکتریکی (انگلیسی: Electric power conversion) گویند. این تبدیلات می‌توانند شامل تبدیل برق متناوب به برق مستقیم باشد یا فقط تغییر در سطح ولتاژ یا تغییر فرکانس.